# Sven-Erik Bucht
Pour les articles homonymes, voir Bucht.
Sven-Erik Bucht, né le 28 décembre 1958, est un homme politique suédois. Membre des Sociaux-démocrates (SAP), il est ministre des Affaires rurales au sein du gouvernement Löfven de 2014 à 2019. 